# Posto de saúde

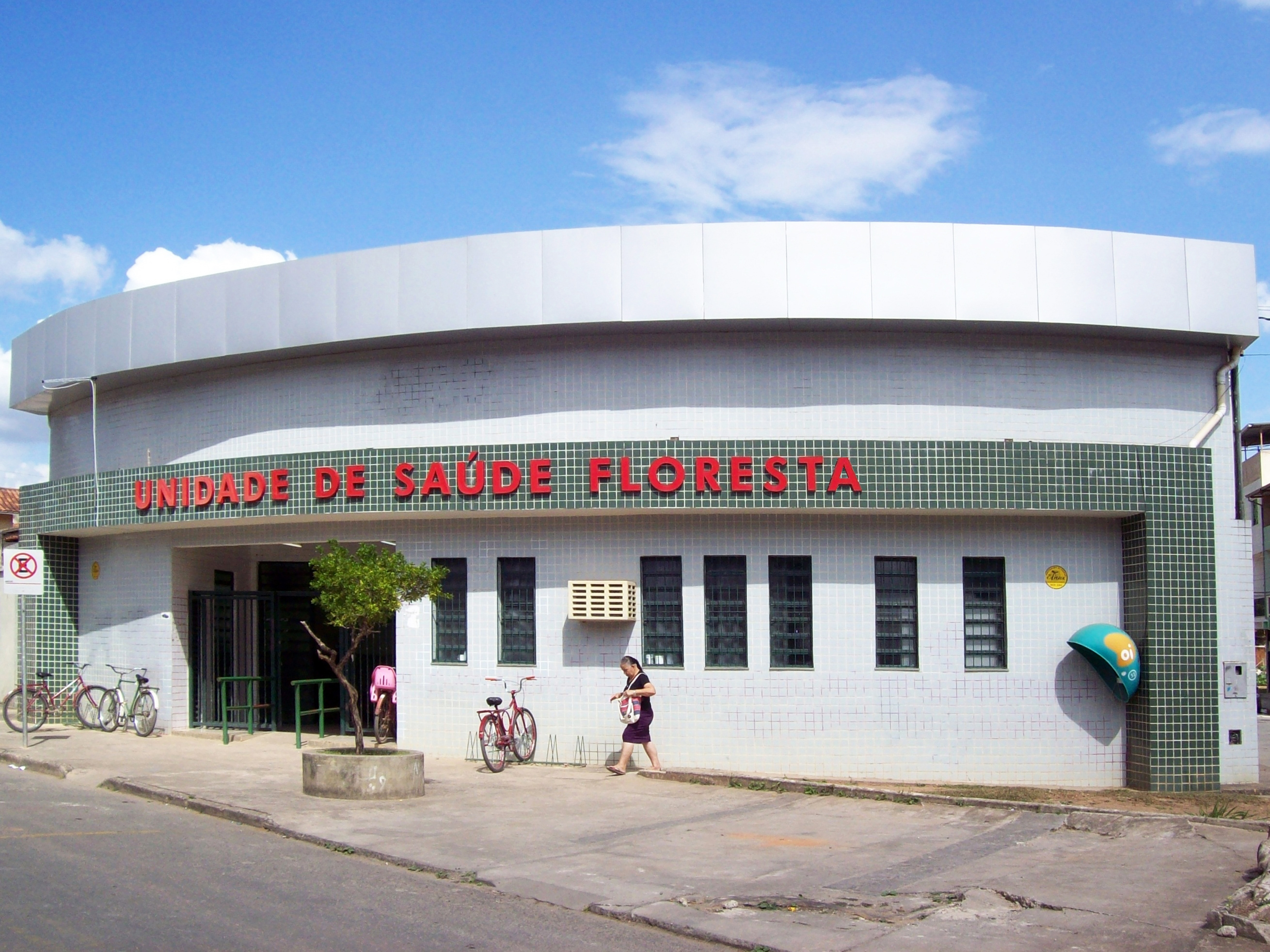
Unidade de saúde do bairro Floresta em Coronel Fabriciano, Brasil.

O posto de saúde, centro de saúde ou, ainda, unidade de saúde(Brasil) ou posto médico(Portugal) é um posto de atendimento médico.

## No Brasil
No Brasil, uma unidade de atendimento de saúde ou Unidade Básica de Saúde (UBS), é onde encontram-se médicos, dentistas e outros profissionais de saúde para atender à população de um bairro ou de uma determinada região.
O atendimento deve ser gratuito e destina-se exclusivamente à prevenção. Os casos mais graves e/ou urgências,  emergências, devem se encaminhar diretamente a um pronto-socorro (ou pronto-atendimento), onde há recursos adequados para tais atendimentos. No posto de saúde ou UBS, o paciente agenda as consultas para prevenção — ginecologista, obstetra, clínico geral, pediatra, dentista, psiquiatra e também recebe vacinas e faz acompanhamento de hipertensão.
Quando há necessidade de exames de média e alta complexidade, especialidades médicas ou cirurgias, os pacientes são encaminhados para uma lista de espera de disponibilidade de vagas do governo do estado, pois a responsabilidade do município (prefeitura) é o atendimento básico. A relação médico/dentista varia de acordo com o estado; por exemplo, no Paraná a relação é de um dentista para cada um médico.

## Em Portugal
Em Portugal, o posto de saúde é chamado de posto médico. É um local onde as pessoas podem receber tratamentos primários de saúde.
Os postos médicos estão localizados, principalmente, nas localidades sede de freguesia, e garantem ao utente consultas com o seu médico de família e tratamentos de enfermaria de grau primário.

## Em Macau
Na Região Administrativa Especial de Macau, há totalmente 6 centros de saúde e 2 postos de saúde do governo. Eles estão localizados, principalmente, nas localidades sede de freguesia.